# B.J.C. Claase
Bernardus Joannes Claase (Rotterdam, 14 september 1862 - Nijmegen, 29 januari 1919) was een Nederlands architect. Hij was de vader van Ben Claase.

## Beknopte biografie
Claase was tussen 1894 en 1898 voor Nicolaas Molenaar sr. opzichter bij de bouw van de Sint-Ignatiuskerk aan de Molenstraat en het Canisius College (internaat) aan de Berg en Dalseweg 81. Hij ligt begraven op de Begraafplaats Daalseweg.

## Lijst van werken
- 1895-1895 Nijmegen: Molenstraat 40-42 (winkelhuis met bovenhuis)
- 1897-1897 Nijmegen: Nijhoffstraat 3,5,7,9 (Claase is bij de bouw ook eigenaar van de grond)
- 1904-1905 Nijmegen: Hertogstraat 27-29 - winkel/woonhuis en woonhuis i.o.v. "Heeren Faazen"
- 1907-1909 Nijmegen: Keizer Karelplein 19 - Katholieke St. Jozefkerk

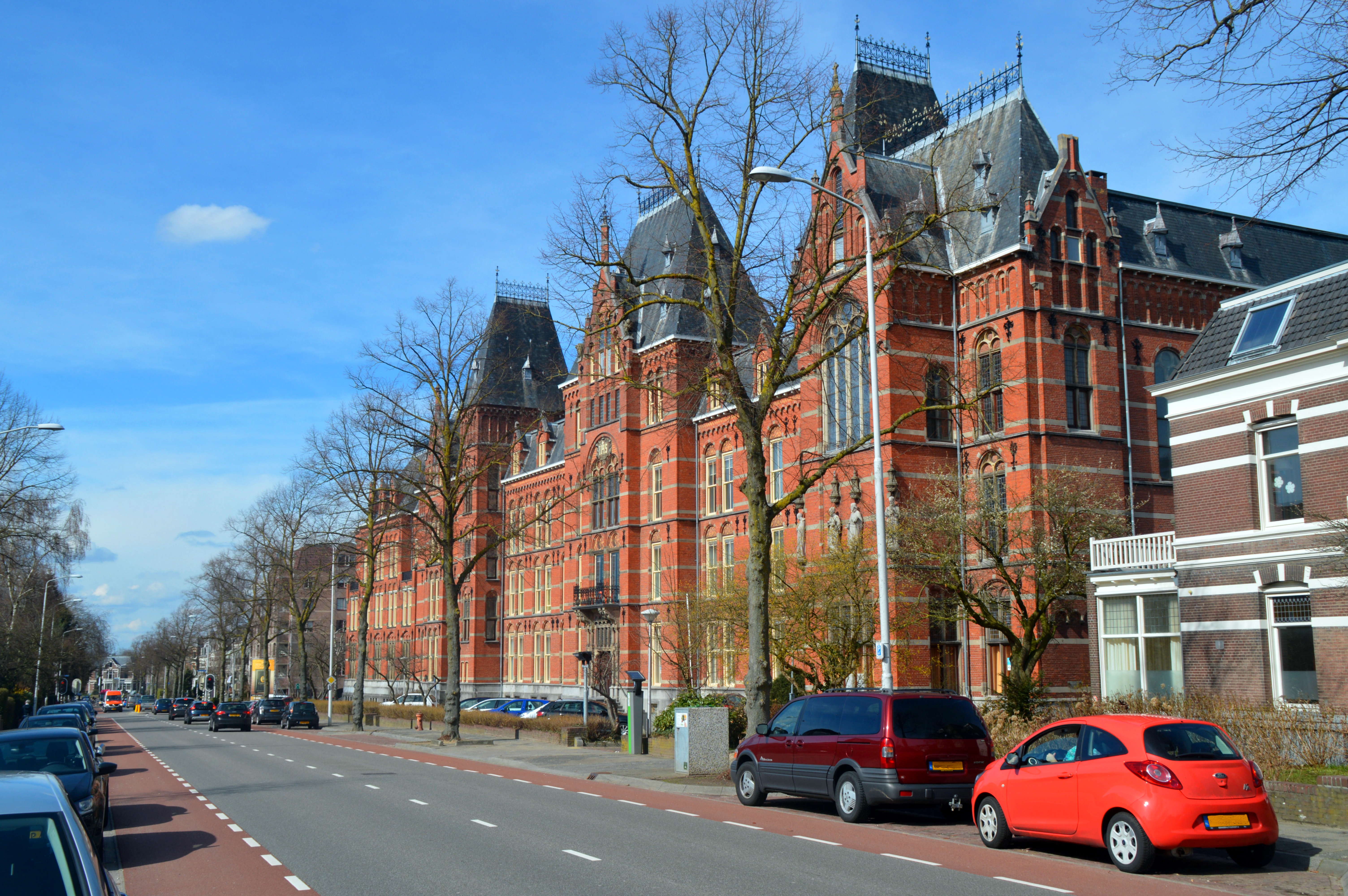
Canisius College (internaat)
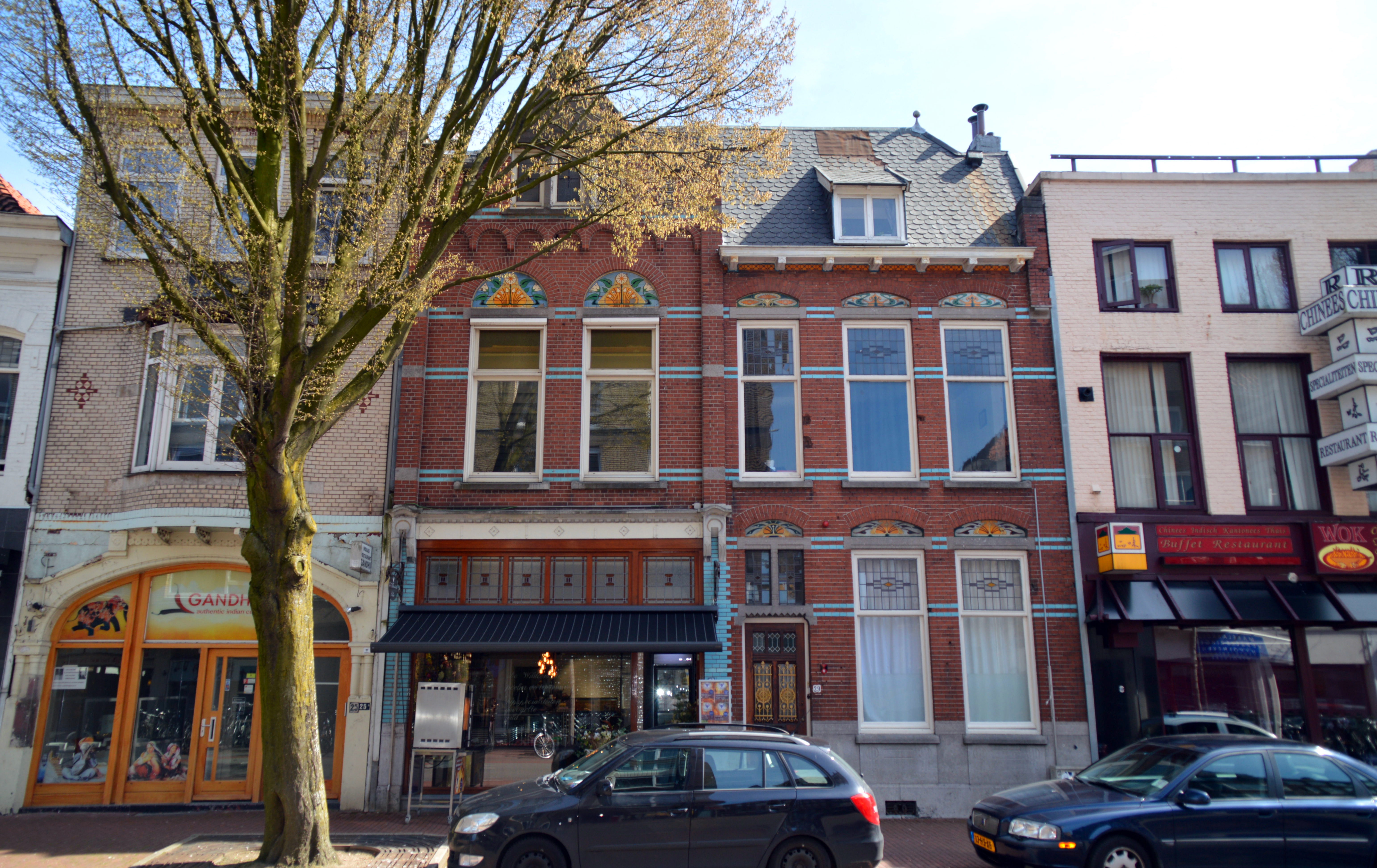
Hertogstraat 27-29
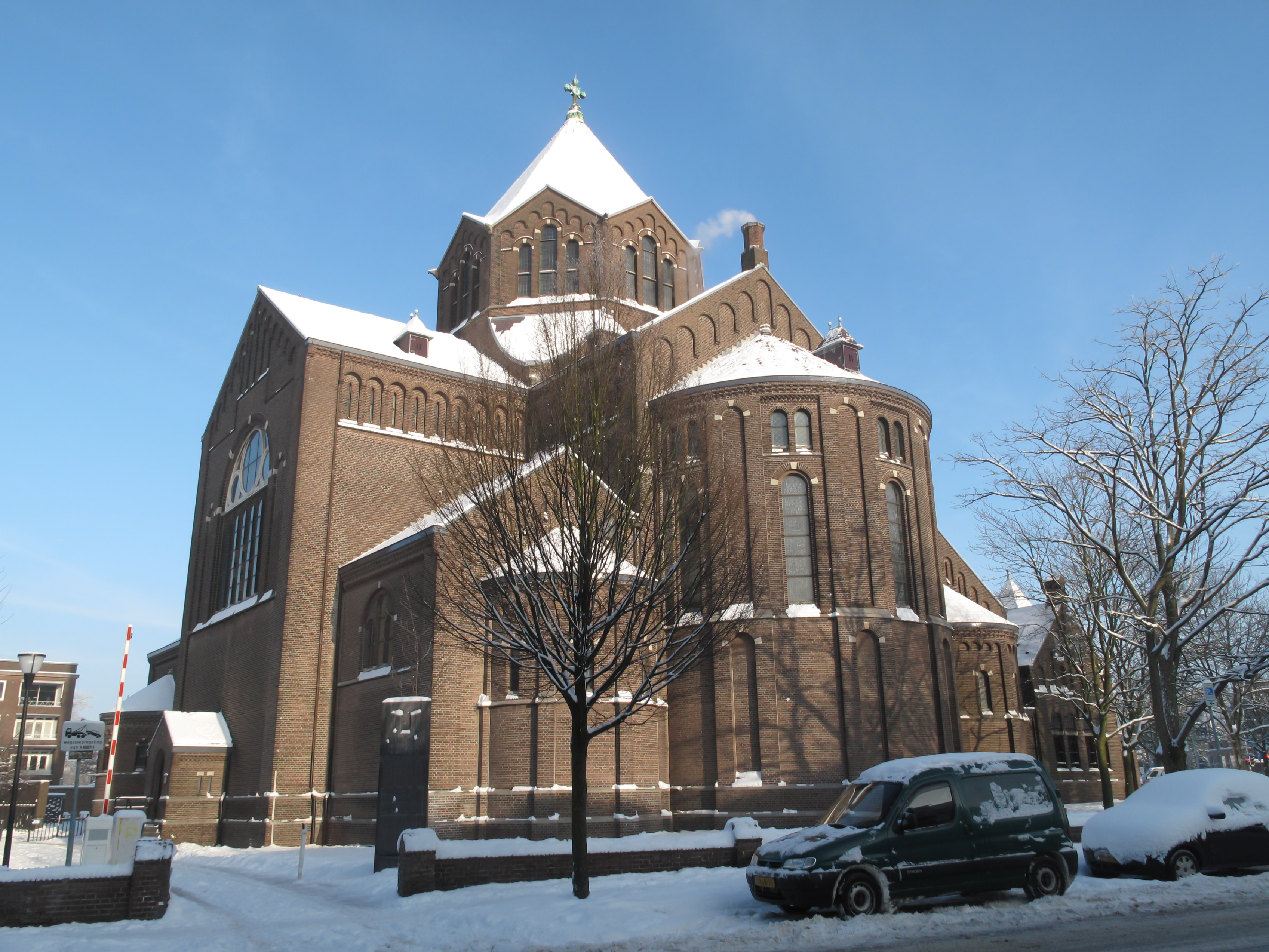
St. Jozefkerk, Nijmegen